# Frans Muller
Frans Muller (Nieuwer-Amstel, 30 maart 1961) is een Nederlands topfunctionaris en bestuurder. Sinds juli 2018 is hij voorzitter van de raad van bestuur en CEO van het Nederlands-Belgische bedrijf Ahold Delhaize. Van 2019 tot 2025 was hij ook voorzitter van de raad van bestuur van de Vlerick Business School.

## Levensloop
Muller studeerde aan de Erasmus Universiteit Rotterdam. Hij werkte van 1988 tot 1997 bij KLM Cargo. Van 1998 tot 2002 was hij werkzaam bij Makro Cash & Carry. Vervolgens stapte hij over naar Metro AG waar hij tot 2013 bleef. In oktober 2013 volgde hij Pierre-Olivier Beckers op als CEO van de Belgische warenhuisketen Delhaize Groep. In juli 2016 fuseerden Delhaize Groep en Koninklijke Ahold NV tot Ahold Delhaize. Muller werd adjunct-CEO van de fusiegroep. In juli 2018 volgde hij Dick Boer op als CEO en voorzitter van de raad van bestuur van Ahold Delhaize.
In oktober 2017 werd Muller bestuurder van de Vlerick Business School. In juli 2019 volgde hij Roch Doliveux op als voorzitter van de raad van bestuur van de Vlerick Business School. Louis Jonckheere volgde hem in mei 2025 op.
Frans Muller is een telg uit het geslacht Muller en de oudere broer van Michiel Muller, CEO van de Nederlandse online supermarkt Picnic.